# Matthias Seack
Matthias Seack (* 28. Juli 1962) ist ein ehemaliger deutscher Kanute und Unfallchirurg.
Er gewann zwei Bronzemedaillen bei den Kanurennsport-Weltmeisterschaften 1982 und nahm an den Olympischen Sommerspielen 1984 in Los Angeles teil. Hier erreichte er den fünften Platz in der K-2 1000 m sowie den siebten Platz in der K-2 500 m Klasse. Sein Zwillingsbruder Oliver Seack war ebenfalls olympischer Kanute.
Nach Beendigung seiner sportlichen Karriere studierte Seack Medizin und ist heute Leiter der Unfallchirurgie in einem Hamburger Krankenhaus.